# Castello Sprechenstein
Castello Sprechenstein (o Castel Pietra; ted.: Schloss Sprechenstein) è un castello che sorge nel comune di Campo di Trens, all'apertura a sud della conca dove sorge Vipiteno (nella provincia autonoma di Bolzano), di fronte a castel Tasso.

## Storia

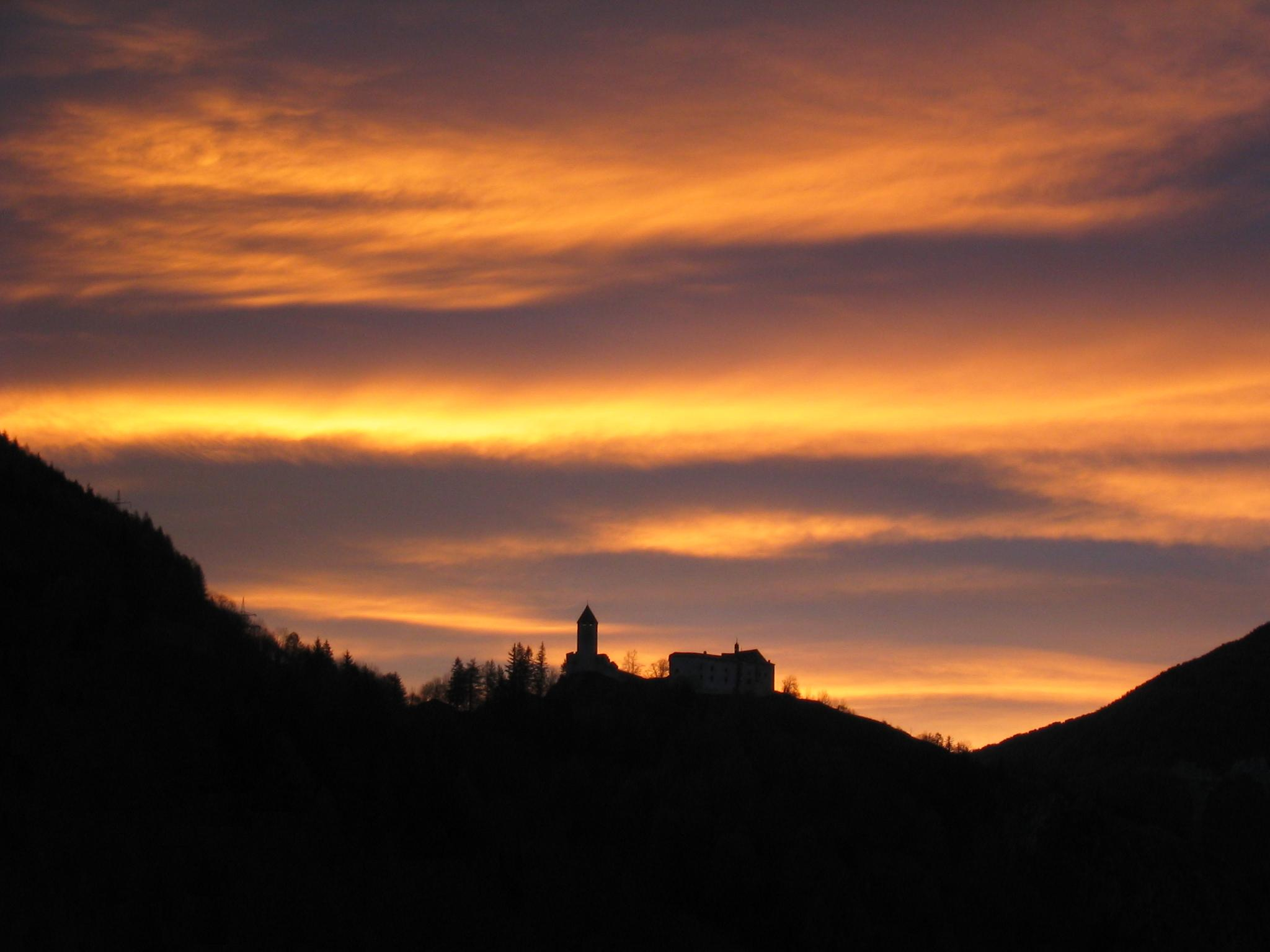
Castel Sprechenstein fotografato da Vipiteno

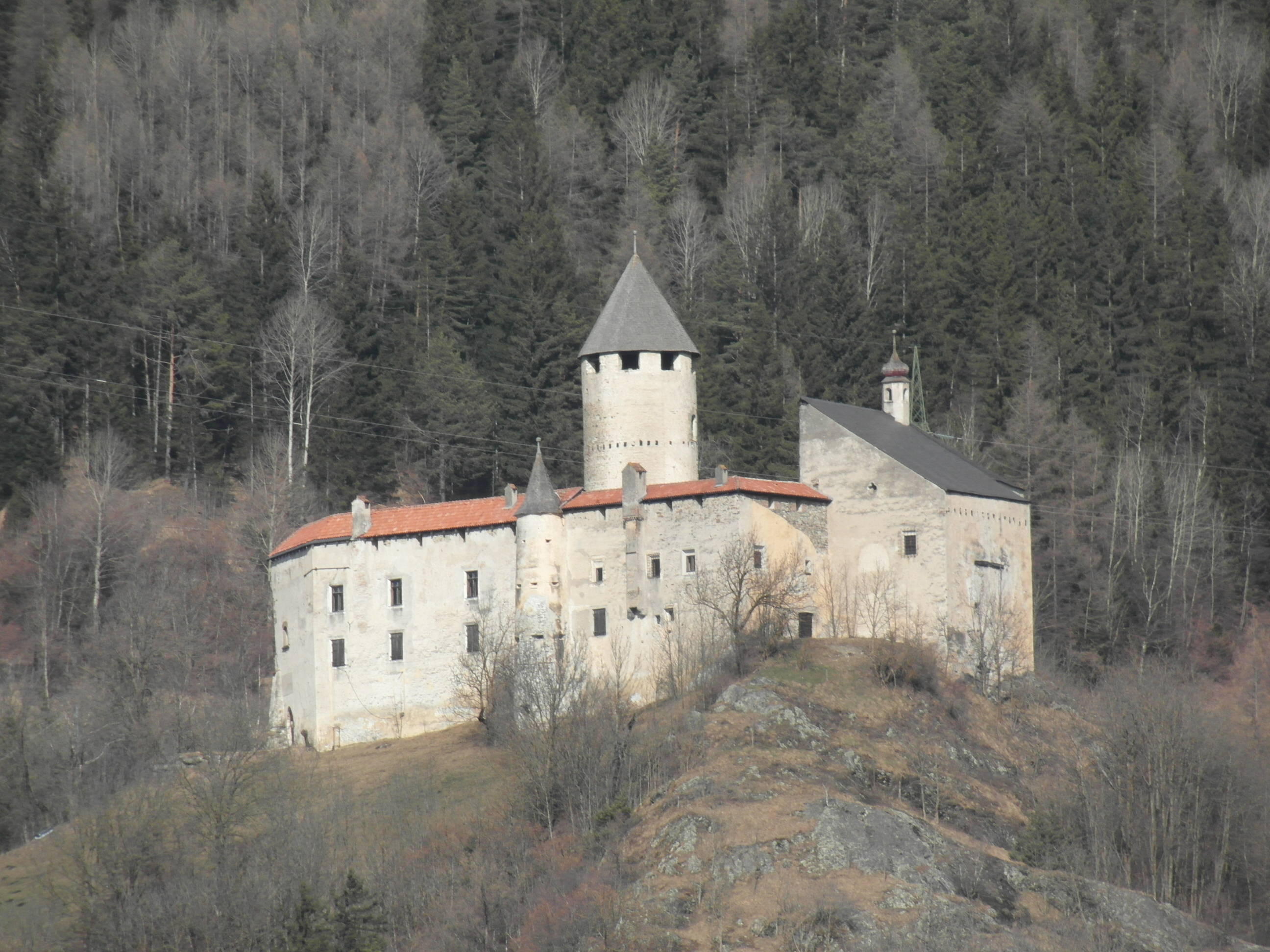
Il castel Sprechenstein visto dal castel Tasso

Il castello si trova in buono stato ed è abitato da una nobile famiglia di Salisburgo, gli Auersperg.
È caratterizzato dall'essere formato da due distinte costruzioni. Nella parte alta dello sperone si trova la torre rotonda, il segno caratteristico più noto del castello, con le costruzioni più antiche (risalenti al XIII secolo); più vicino alle mura sorge invece il più tardo (XV secolo) palazzo, con l'altra struttura che rende nota la costruzione: la tardo-gotica cappella di Sant'Erasmo, terminata nel 1511.
Fu seriamente danneggiato dai bombardamenti della seconda guerra mondiale, ma un intenso lavoro di restauro gli ha restituito l'abitabilità, infatti tra il 2007 e il 2008, vi fu un ampliamento del castello stesso, ma anche delle strutture limitrofe, dove sono stati costruiti tre appartamenti privati, una casa privata ed un caseificio. Nel 2008, Luis Durnwalder accompagnato da Hans Berger e dal sindaco di Campo di Trens Armin Holzer, hanno sottolineato quanto sono sempre più importanti per la cura dei beni culturali e dell'agricoltura. Il caseificio invece ha aperto nel 2009.
Attualmente il castello non è visitabile.